# Rock Steady
Rock Steady är No Doubts femte studioalbum, utgivet den 11 december 2001.

## Låtförteckning
1. "Intro" – – 0:27
2. "Hella Good" (Gwen Stefani, Pharrell Williams, Chad Hugo, Tony Kanal) - 4:02
3. "Hey Baby" featuring Bounty Killer (Stefani, Kanal, Tom Dumont, Rodney Price) - 3:27
4. "Making Out" (Stefani, Kanal, Dumont) - 4:15
5. "Underneath It All" featuring Lady Saw (Stefani, David A. Stewart) - 5:02
6. "Detective" (Stefani, Kanal, Dumont) - 2:54
7. "Don't Let Me Down" (Stefani, Kanal, Dumont) - 4:08
8. "Start the Fire" (Stefani, Kanal, Dumont) - 4:12
9. "Running" (Stefani, Kanal) - 4:02
10. "In My Head" (Stefani, Kanal, Dumont) - 3:25
11. "Platinum Blonde Life" (Stefani, Kanal, Dumont) - 3:28
12. "Waiting Room" (Prince, Stefani, Kanal, Dumont) - 4:27
13. "Rock Steady" (Stefani, Kanal) - 5:24

## Musiker
- Gwen Stefani – sång
- Tom Dumont – gitarr
- Tony Kanal – elbas
- Adrian Young – percussion, trummor

Övriga personer:
- Bounty Killer – sång
- Lady Saw – sång
- Gabrial McNair – trombon, keyboard
- Ric Ocasek – keyboard
- Andy Potts – saxofon
- Prince – keyboard, kör
- Robbie Shakespeare – bas
- Django Stewart – saxofon